# Platarctia rosacea
Platarctia rosacea är en fjärilsart som beskrevs av Max Wilhelm Karl Draudt 1932. Platarctia rosacea ingår i släktet Platarctia och familjen björnspinnare. Inga underarter finns listade i Catalogue of Life.